# Circus Maximus

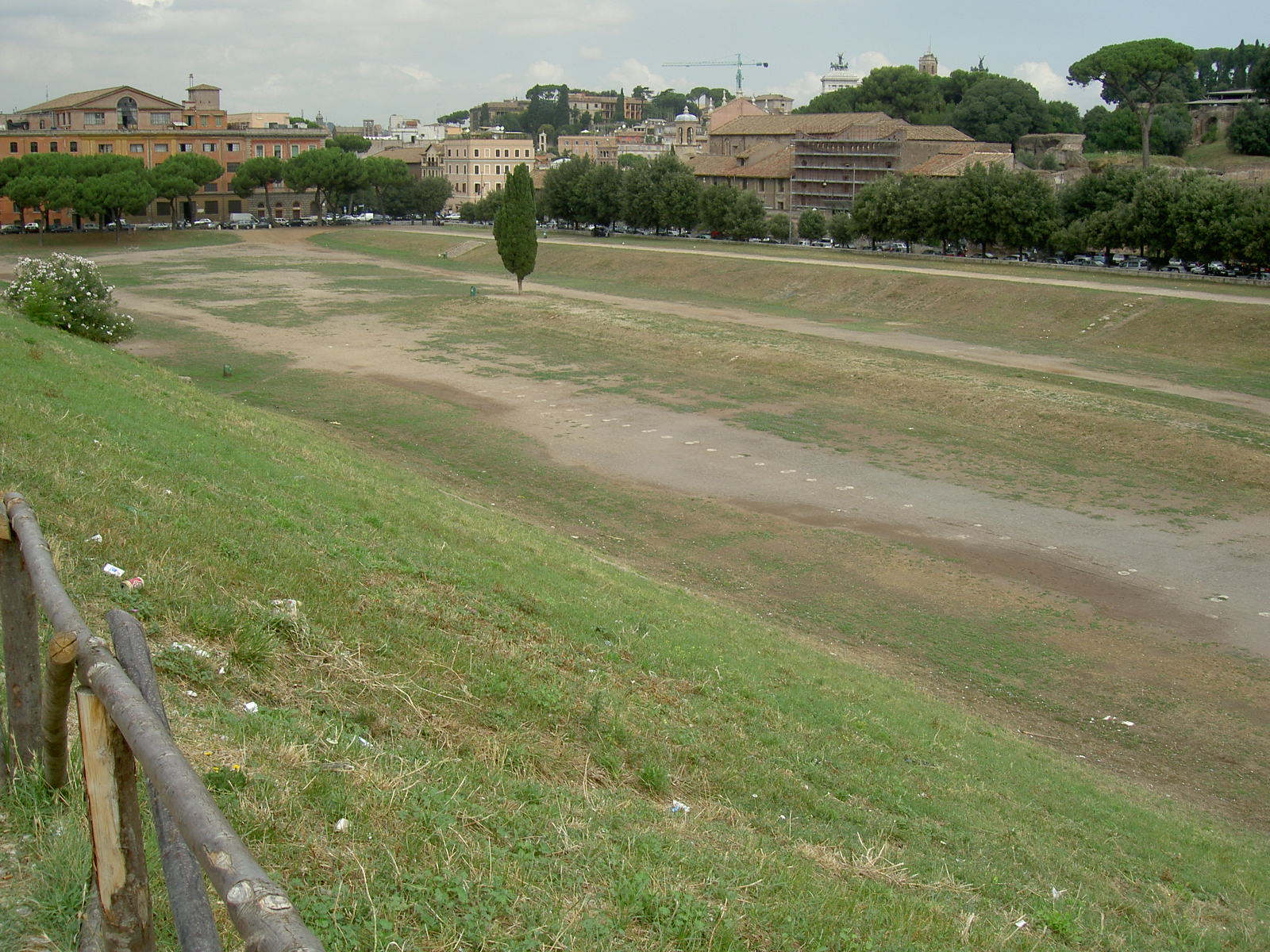
Idag är Circus Maximus inte mycket mer än en sandgång på ett fält.

Circus Maximus är en antik rännarbana belägen mellan Palatinen och Aventinen i Rom. Den skall ha anlagts redan i början av 500-talet f.Kr. av kung Tarquinius Priscus.
Under de följande århundradena förbättrades Circus Maximus och byggdes ut. Kejsartidens arena var 621 meter lång och ungefär 120 meter bred. Åskådarläktarna som höjde sig 30 meter rymde 190 000 personer. 
I mitten av arenan fanns en dekorerad barriär (spina) och vid varje ände fanns pelare (metae), som skulle rundas i en 180-gradig sväng. Starten skedde från startgrindar nära Palatinen och banan kördes motsols i sju varv.
Kapplöpningarna var välorganiserade, lönsamma verksamheter. Det fanns fyra lag, de blå, de gröna, de vita och de röda. De flesta kapplöpningarna skedde med quadriga. De stora festligheterna till Jupiters ära i september kunde pågå i flera veckor. 
Cirkusen användes även för andra ändamål: gladiatorspel, parader, triumfer och offentliga avrättningar. De flesta kristna som led martyrdöden vid de olika förföljelserna dödades här och inte på Colosseum. 
De sista kapplöpningarna arrangerades 549 e.Kr. Idag är Circus Maximus knappt mer än en grästäckt esplanad. Branden som härjade Rom 64 e.Kr. började i kurvan på östsidan.

## Externa länkar

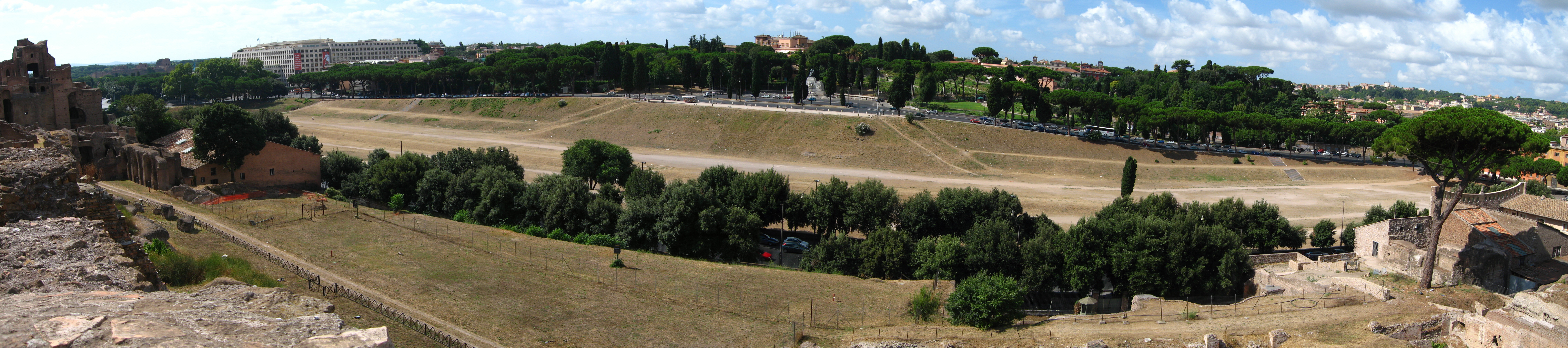
Circus Maximus sedd från Palatinen.